# Des enfants gâtés
Pour plus de détails, voir Fiche technique et Distribution.
Des enfants gâtés est un film français réalisé par Bertrand Tavernier, sorti en 1977.

## Synopsis
Le réalisateur Bernard Rougerie décide de s'isoler de sa famille dans un petit appartement pour écrire le scénario de son prochain film, sur lequel il piétine. Il fait rapidement la connaissance des voisins, unis dans une lutte contre les méthodes abusives du propriétaire. Au début réticent, il accepte de se joindre à leur combat, et noue une liaison avec sa jeune voisine Anne.

## Fiche technique
- Titre : Des enfants gâtés
- Réalisation : Bertrand Tavernier, assisté Claude Othnin-Girard
- Scénario : Charlotte Dubreuil et Christine Pascal
- Producteur : Alain Sarde
- Sociétés de production : Little Bear, Film 66, Sara Films et Gaumont
  - Chef de production : Louis Wipf
- Musique : Philippe Sarde
- Image : Alain Levent
- Son : Michel Desrois
- Montage : Armand Psenny
- Décors : Jean-Baptiste Poirot
- Costumes : Colo Tavernier
- Pays d'origine :  France
- Format : couleur - 1,66:1 - Mono - 35 mm
- Durée : 110 minutes
- Date de sortie : 7 septembre 1977 (France)

## Distribution
- Michel Piccoli : Bernard Rougerie
- Christine Pascal : Anne Torrini
- Michel Aumont : Pierre, son coscénariste
- Gérard Jugnot : Marcel Bonfils, le locataire opticien
- Arlette Bonnard : Catherine Rougerie
- Geneviève Mnich : Guite Bonfils, locataire
- Gérard Zimmermann : Patrice Joffroy, locataire
- Liza Braconnier : Danièle Joffroy, locataire
- Michel Berto : Muzard, locataire
- Georges Riquier : Mouchot, le propriétaire
- Florence Haguenauer : Anne-Marie Clairon
- Claudine Mavros : la mère d'Anne
- Thierry Lhermitte : Stéphane Lecouvette, le locataire professeur de mathématiques
- Michel Blanc : le jeune homme de l'agence
- Brigitte Catillon : Valérie
- Michel Puterflam : Baraduc
- Jacques Chieze : le boucher
- Daniel Fabre : Fabre
- Andrée Tainsy : la vieille locataire
- Michel Such : un locataire
- Christian Clavier : l'intervieweur à la télé
- Martin Lamotte : l'ami d'Anne et le narrateur
- Nils Tavernier : un enfant
- Tiffany Tavernier : une enfant
- Julie Bertuccelli : une enfant
- Daniel Toscan du Plantier : le député
- Isabelle Huppert : la secrétaire du député (non attribué)
- André Marcon : le peintre (non attribué)
- Alain Sarde : un employé du propriétaire (non attribué)
- Frédérique Meininger

## Musique
- La chanson du générique, composée par Philippe Sarde et écrite par Jean-Roger Caussimon, est interprétée par les deux acteurs Jean Rochefort et Jean-Pierre Marielle. Elle s'intitule Paris jadis.

## Commentaire
Le personnage de Bernard Rougerie incarné par Michel Piccoli fait ouvertement référence à Bertrand Tavernier : en effet, comme dans le film, le cinéaste et d'autres locataires avaient fondé un comité pour protester contre leur ordre d’expulsion après qu'ils avaient été vérifier le compte des charges locatives de leur immeuble rue des Dames dans le XVIIe arrondissement de Paris. La fille de Rougerie est aussi jouée par la propre fille de Bertrand tavernier, Tiffany Tavernier et, au détour d'un dialogue, on apprend que le précédent film du personnage de Piccoli s'intitulait La Mort en direct, alors que le film de Tavernier du même nom ne sortira pourtant que 3 ans après Des enfants gâtés. Un clin d’œil assumé : en effet, Tavernier travaillait déjà sur ce film, même s'il n'avait pas encore réussi à réunir son budget. 
Cela dit, on peut également voir que le personnage de Bernard Rougerie est inspiré de Claude Sautet, que ce soit pour son phrasé, son apparence physique ou sa méthode de travail. À 1 h 31 de film, on voit d'ailleurs punaisé en arrière-plan un pense-bête rappelant au personnage "Rendez-vous Yves Robert Jeudi 20 h". Un détail qui signe l'inspiration, Sautet et Yves Robert ayant été très amis et ayant collaboré ensemble à plusieurs reprises.

## Critiques
Pour le magazine Télé 7 jours, Des enfants gâtés est « une approche laborieuse de la société actuelle, pas très convaincante et même parfois simplette. De bons interprètes néanmoins. ».